# 杭州汽车北站

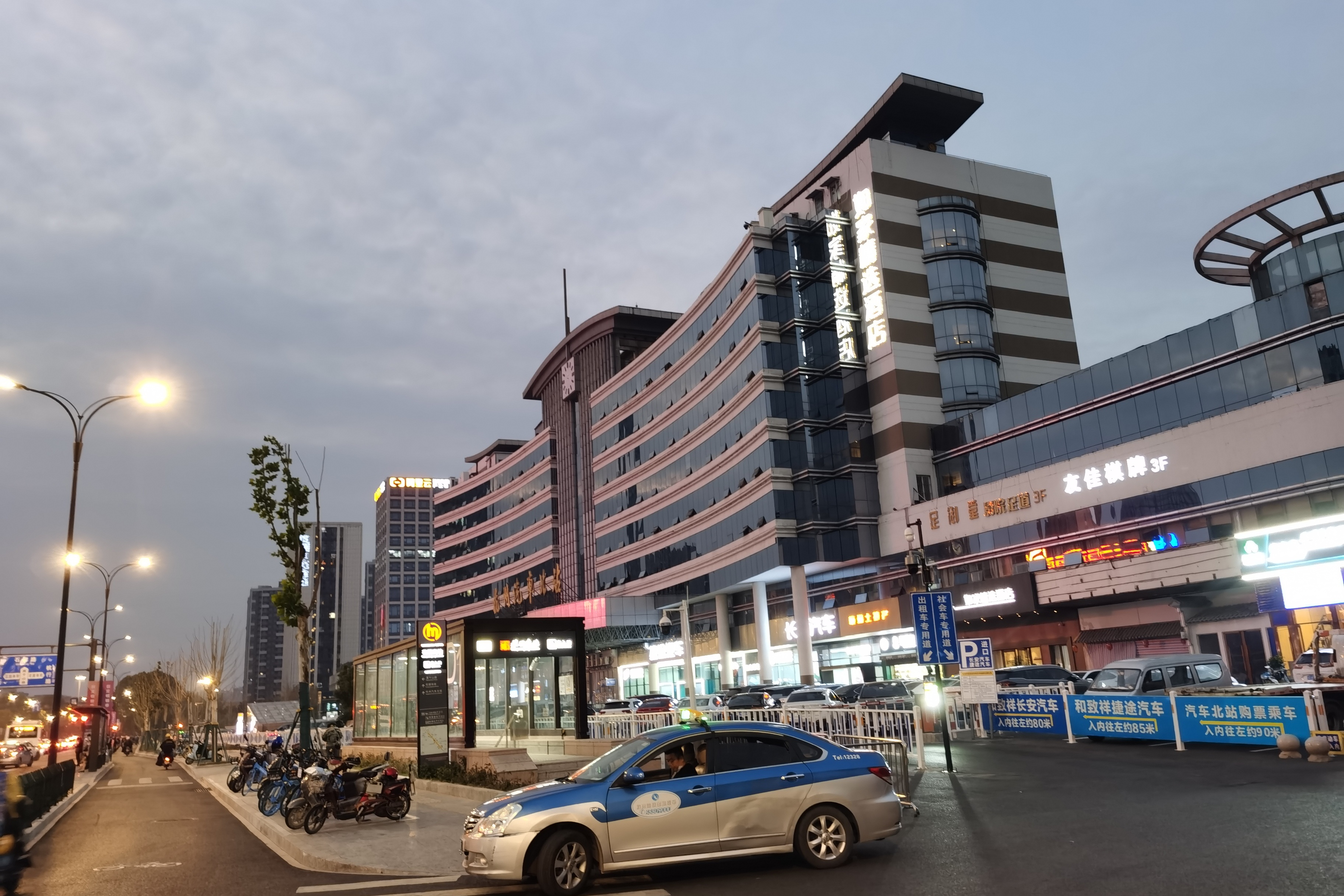
杭州汽车北站大楼

杭州汽车北站，中国浙江省杭州市的一个长途汽车站，位于杭州市城区北部莫干山路766号。杭州汽车北站于1999年10月1日投入运营，总投资1.2亿元人民币。车站占地面积5.08万平方米（76.28亩），建筑面积2.8万平方米，停车场2万平米，候车室8000平米。车站日发送旅客1.3万余人次，日始发班车700余车次。附近建有大型的小商品市场，距离杭州汽车城和浙江旧货交易市场比较近。

## 营运线路
杭州汽车北站营运线路以北向客流为主，省级班车主要发往安徽、江苏、上海、北京、河南、山东、湖北、重庆等省市，省内班车目的地主要为浙北的湖州、嘉兴等地。